# Kabinett Müller (Württemberg-Hohenzollern)
Das Kabinett Müller bildete vom 13. August 1948 bis 25. April 1952 die Landesregierung von Württemberg-Hohenzollern. Es hatte bis auf den Staatspräsidenten dieselbe Zusammensetzung wie das Kabinett Bock, das am 6. August 1948 nach dem Tod Lorenz Bocks zurückgetreten war. Bis zum 24. Juni 1949 amtierten die Regierungsmitglieder außer Staatspräsident Müller nur geschäftsführend. An jenem Tag wurden sie im Landtag formell ernannt. Die Mitglieder der Regierung hießen – wie schon im Kabinett Bock – Minister. 
| Amt                          | Name                                       | Partei | Partei |
| ---------------------------- | ------------------------------------------ | ------ | ------ |
| Staatspräsident              | Gebhard Müller                             |        | CDU    |
| Inneres                      | Viktor Renner                              |        | SPD    |
| Justiz                       | Carlo Schmid bis 1. Mai 1950               |        | SPD    |
| Justiz                       | Gebhard Müller                             |        | CDU    |
| Kultus                       | Albert Sauer                               | CDU    |        |
| Finanzen                     | Gebhard Müller                             | CDU    |        |
| Wirtschaft                   | Eberhard Wildermuth bis 20. September 1949 |        | DVP    |
| Wirtschaft                   | Eugen Wirsching                            |        | CDU    |
| Arbeit                       | Eugen Wirsching                            | CDU    |        |
| Ernährung und Landwirtschaft | Franz Weiß                                 | CDU    |        |